# Henry L. Dawes

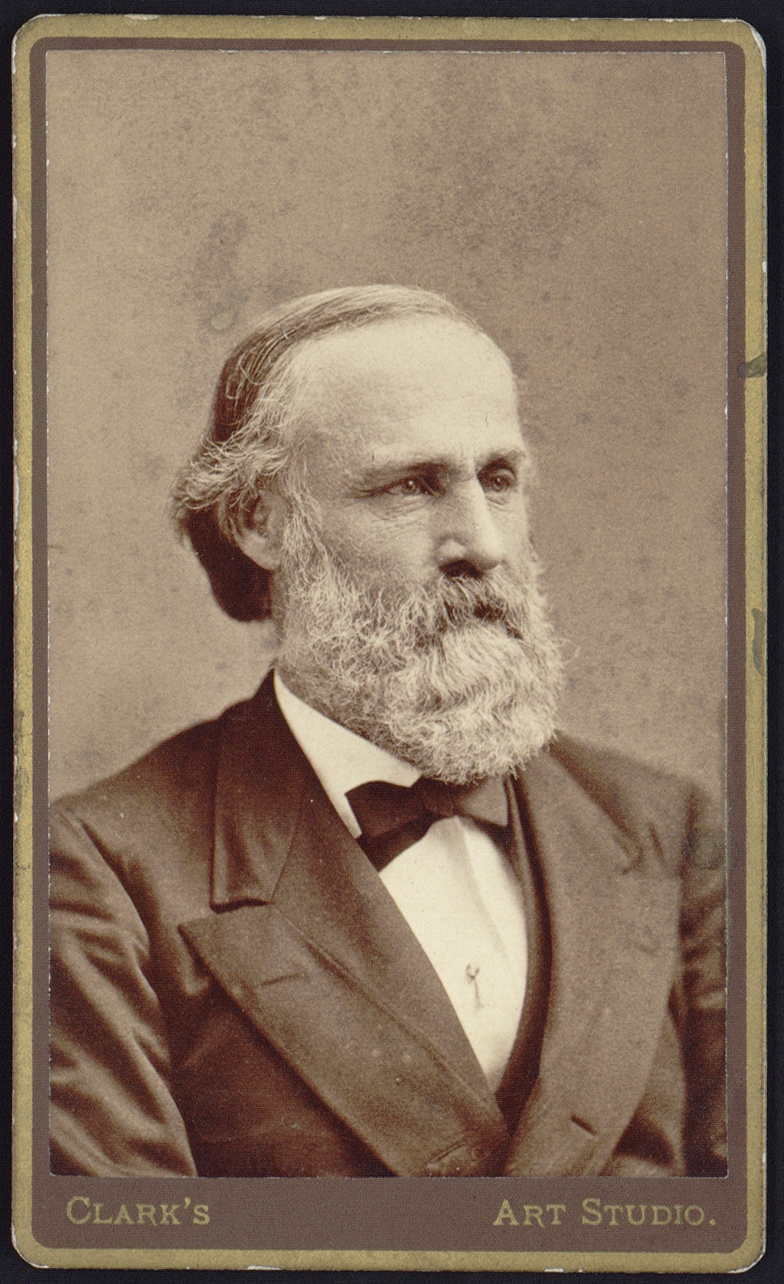
Henry L. Dawes

Henry Laurens Dawes (* 30. Oktober 1816 in Cummington, Massachusetts; † 5. Februar 1903 in Pittsfield, Massachusetts) war ein US-amerikanischer Politiker. Als US-Senator für seinen Heimatstaat Massachusetts wurde er vor allem durch den Dawes Act bekannt.

## Leben
Nach einem Abschluss an der Yale University 1839 lehrte er einige Zeit in Greenfield und schrieb für die „Greenfield Gazette“. 1842 wurde er zur Anwaltschaft zugelassen und begann, in North Adams juristisch zu praktizieren, wo er für einige Zeit die „The Transcript“ leitete. Er gehörte 1848/49 und 1852 dem Repräsentantenhaus von Massachusetts, 1850 dem Senat von Massachusetts und 1853 dem Verfassungskonvent seines Staates an. Von 1853 bis 1857 war er Bundesstaatsanwalt für den westlichen Bezirk von Massachusetts.
Vom 4. März 1857 bis zum 3. März 1875 war er republikanischer Abgeordneter im US-Repräsentantenhaus für wechselnde Wahlbezirke von Massachusetts. 1875 folgte er Charles Sumner als US-Senator, was er bis 1893 blieb.
Während dieser langen Tätigkeit in der Gesetzgebung arbeitete er im Repräsentantenhaus in Komitees für Wahlen, Alternativsuche und Inbesitznahmen und spielte eine bedeutende Rolle bei den Antisklaverei- und Wiederherstellungsmaßnahmen während und nach dem Bürgerkrieg, in der Zollgesetzgebung und der Einrichtung einer Fischkommission und der Einführung einer täglichen Wettervorhersage. Im Senat war er Vorsitzender des Komitees für Indianerfragen und engagierte sich sehr für die Inkraftsetzung der Gesetze zum Vorteil der Indianer.
Nachdem er 1893 den Senat verlassen hatte, wurde er Vorsitzender der Kommission der Fünf Zivilisierten Stämme (gelegentlich auch Dawes-Kommission genannt) und arbeitete hier zehn Jahre lang, wobei er für die Stämme eine Löschung der öffentlichen Ansprüche auf ihr Land und die Auflösung der Stammesverwaltungen aushandelte, mit dem Ziel, die Stämme zu einem Bestandteil der Vereinigten Staaten zu machen.
Henry Laurens Dawes starb am 5. Februar 1903 in Pittsfield, wo er auch beigesetzt wurde.

## Quelle
Dieser Artikel enthält Text aus der gemeinfreien 1911er Ausgabe der Encyclopædia Britannica.